# Fortress Mountain
Der Fortress Mountain oder Fortress Peak ist ein Berg im Shoshone National Forest im Nordwesten des US-Bundesstaates Wyoming. Sein Gipfel hat eine Höhe von 3686 m und ist Teil der Absaroka Range in den Rocky Mountains. Er befindet sich rund einen Kilometer südlich des Sheep Mesa und ist einer der höchsten Gipfel der südlichen Absaroka Range. Der Cabin Creek und der Sheep Creek entspringen am Fortress Mountain.

## Belege
1. ↑  Peakbagger: Fortress Peak. Abgerufen am 8. Januar 2021.
2. ↑  Geonames: Fortress Mountain. Abgerufen am 8. Januar 2021.